# Senillé-Saint-Sauveur
Senillé-Saint-Sauveur is een gemeente in het Franse departement Vienne (regio Nouvelle-Aquitaine). De plaats maakt deel uit van het arrondissement Châtellerault. Senillé-Saint-Sauveur is op 1 januari 2016 ontstaan door de fusie van de gemeenten Saint-Sauveur en Senillé.